# Atletismo nos Jogos Pan-Americanos de 2007 - Salto triplo feminino
O salto triplo feminino foi um dos eventos do atletismo nos Jogos Pan-Americanos de 2007, no Rio de Janeiro. A prova foi disputada no Estádio Olímpico João Havelange no dia 27 de julho com 10 atletas de 7 países.

## Medalhistas
| Ouro   | CUB Yargeris Savigne |
| Prata  | BRA Keila Costa      |
| Bronze | CUB Mabel Gay        |

## Recordes
Recordes mundiais e pan-Americanos antes da disputa dos Jogos Pan-Americanos de 2007.
| Tipo                             | Atleta         | Distância | Local      | Data                 |
| -------------------------------- | -------------- | --------- | ---------- | -------------------- |
|                                  | Inessa Kravets | 15,50 m   | Gotemburgo | 10 de agosto de 1995 |
| Recorde dos Jogos Pan-Americanos | Yamile Aldama  | 14,77 m   | Winnipeg   | 28 de julho de 1999  |

## Resultados

### Final
A final do salto triplo feminino foi disputada em 27 de julho as 15:50 (UTC-3).
| Pos.              | Atleta           | País                      | 1     | 2     | 3     | 4     | 5     | 6     | Result. |
| ----------------- | ---------------- | ------------------------- | ----- | ----- | ----- | ----- | ----- | ----- | ------- |
| Medalha de ouro   | Yargeris Savigne | CUB Cuba                  | 14.33 | 14.46 | 14.54 | 14.78 | 14.80 | X     | 14.80 m |
| Medalha de prata  | Keila Costa      | BRA Brasil                | X     | 14.36 | 13.89 | 14.25 | 14.38 | 14.30 | 14.38 m |
| Medalha de bronze | Mabel Gay        | CUB Cuba                  | 13.73 | 13.86 | X     | X     | 14.26 | X     | 14.26 m |
| 4                 | Maurren Maggi    | BRA Brasil                | 14.07 | 13.75 | 13.95 | 13.96 | 12.55 | 14.07 | 14.07 m |
| 5                 | Shani Marks      | USA Estados Unidos        | X     | 13.71 | 11.85 | 13.92 | 13.34 | 13.67 | 13.92 m |
| 6                 | Yvette Lewis     | USA Estados Unidos        | X     | 13.49 | X     | X     | 13.40 | X     | 13.49 m |
| 7                 | Ayanna Alexander | TRI Trinidad e Tobago     | 13.21 | X     | X     | 12.60 | 13.00 | 12.27 | 13.21 m |
| 8                 | Michelle Vaughn  | GUY Guiana                | X     | 13.18 | X     | 12.88 | 12.68 | 12.76 | 13.18 m |
| 9                 | Lorena Mina      | ECU Equador               | 11.84 | X     | 12.22 |       |       |       | 12.22 m |
| 10                | Sheriffa Whyte   | SKN São Cristóvão e Neves | 11.53 | 11.58 | X     |       |       |       | 11.58 m |